# Атакьой (вилает Лозенград)
Атакьой или Инджеклер (на турски: Ataköy)  е село в Източна Тракия, Турция, околия Бунархисар, вилает Лозенград (Къркларели).

## География
Селото се намира на 8 километра югозападно от Бунархисар.

## История
В XIX век Инджеклер е гръцко село в Бунархисарската кааза на Одринския вилает на Османската империя. Според „Етнография на вилаетите Адрианопол, Монастир и Салоника“, издадена в Константинопол в 1878 година и отразяваща статистиката на населението от 1873 година, Инджиклер (Indjikler) има 50 домакинства и 260 гърци.
Според статистиката на професор Любомир Милетич в 1913 година в Инджеклеръ живеят 100 гръцки семейства.